# Susan Traylor
Pour les articles homonymes, voir Traylor.
Susan Traylor est une actrice et productrice américaine née le 4 octobre 1964 dans l'état de New York.

## Biographie
Elle est née à New York et a grandi à Los Angeles. Son père est William Traylor et sa mère Peggy Feury, elle a une sœur Stephanie Feury. Elle est mariée à Jesse Dylan (fils de Bob Dylan), ils ont eu un fils William Pablo Dylan né en 1995 et une fille Feury Mae Dylan.

## Filmographie
- 1988 : Les Feux de la nuit (Bright Lights, Big City) de James Bridges
- 1992 : Et au milieu coule une rivière (A River Runs Through It) de Robert Redford
- 1992 :Bodyguard de Mick Jackson
- Sleep with Me (1994)
- The New Age (1994)
- To Die For (1995)
- Lord of Illusions (1995)
- Heat (1995)
- 1996 : Bastard Out of Carolina d'Anjelica Huston
- Fathers' Day (1997)
- She's So Lovely (1997)
- After the Game (1997)
- Finding Graceland (1998)
- Broken Vessels (1999)
- Valerie Flake (1999)
- If... Dog... Rabbit... (1999)
- Ten Tiny Love Stories (2001)
- Masked and Anonymous (2003)
- Man of God (2005)
- Firecracker (2005)
- Stuck! (2009)
- Greenberg (2010)
- Passion Play (2010)
- The Casserole Club (2011)
- All the Light in the Sky (2012)
- Snake and Mongoose (2013)
- Jake Squared (2013)
- The Overnight (2015)
- Woodshock (2017)
- Les As de l'arnaque (The Brits Are Coming)